# Dixcove
Dixcove est un village côtier du Ghana en Région Occidentale situé à environ 35 km à l'ouest de Sékondi.

## Histoire
Alors britannique, le village comptait 2 000 habitants en 1876.
Dixcove est connu pour le Fort Metal Cross qui y a été établi par les Anglais en 1683.